# Пам'ятний знак «Шлагбаум»
Пам'ятний знак «Шлагбаум» (рос. Памятный знак «Шлагбаум») — стела в Таганрозі, що символізує кордон старого міста.

## Історія
На початку 1770-х років, в період відродження Таганрога, на тому місці, куди сходилися багато степових дороги, що ведуть в Троїцьку фортецю, була поставлена вартова будка і невеликий шлагбаум. Солдати вели спостереження за проїжджаючими, а пізніше тут же проводився і збір податку на дорожнє будівництво з кожної завантаженої підводи. Біля міського шлагбаума утворилася так звана В'їзна площа.
Кам'яний міський шлагбаум був побудований на честь перемоги над Наполеоном і відкритий для огляду 27 вересня 1814 года. Шлагбаум одночасно означав межі міста, яка проходила на цьому місці до кінця XIX століття.
Це був рідкісний зразок інженерного мистецтва, виконаний в стилі раннього класицизму. Автор проекту невідомий. По обидва боки дороги стояли два однакових стовпа: в основі - масивна кам'яна квадратна тумба, на ній висока чотиригранна складена з цегли, оштукатурена і побілена піраміда, що закінчується величезним мідним кулею, увінчаним символом російської держави — двоголовим орлом. На фасадній частині кожної піраміди був закріплений герб міста, подарований Таганрогу в 1808 році імператором Олександром I.
Через сто років міська влада зробили капітальний ремонт обелісків: кулі і двоголові орли, що вінчають піраміди, зняли і заново нанесли позолоту, кам'яні колони і підстави, на яких вони спочивали, обштукатурити цементним розчином.
За радянських часів, в 1920 році, вся геральдика з колон шлагбаума була знята.
Дві стели шлагбаума продовжували стояти до 1969 року. Під приводом, що вони заважають руху транспорту, 19 жовтня 1969 року стели вночі були зруйновані.
У жовтні 1974 року на розі Петровської вулиці і вулиці Дзержинського було відкрито реконструйований сквер. На згадку про міський шлагбаумі була побудована зменшена копія однієї стели. Проект за фотографіями виконала архітектор Е. Є. Бронзова. У пристрої скверу і його оформленні брали участь багато підприємств Орджонікідзевського району Таганрога. Виготовлення металевої кулі, що вінчає стелу, було доручено оборонному заводу «Червоний Гідропрес».

## Цікаві факти
Через помилку будівельників, які проводили реставрацію об'єкта, на гербі Таганрога, прикрашає сучасний пам'ятний знак «Шлагбаум», замість кадуцея досі розташовується меч.

## Галерея

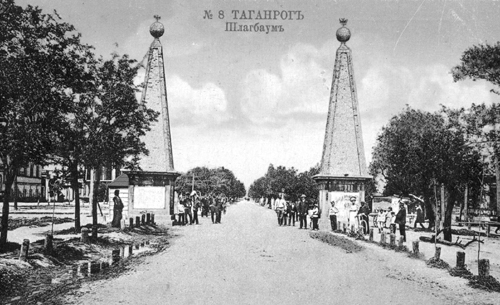
Шлагбаум. 1900-і роки.